# Francisco Zambrano Vázquez
Francisco Zambrano Vázquez (Fuente de Cantos, Badajoz, 1947). Flamencólogo español. 
Francisco Zambrano Vázquez es maestro nacional y licenciado en Medicina y Cirugía por la Universidad de Sevilla. Doctor en Medicina por la Universidad de Extremadura. 
Ha recibido el Premio Nacional de Investigación en el Flamenco 2009 y es autor de numerosos libros sobre el flamenco y los cantaores.
Su trabajo e investigación han estado encaminados a rescatar el flamenco extremeño y a sus olvidados artistas creadores. Ha realizado un  estudio y homologación de los Cantes Extremeños. Ha contribuido a que se llevara a cabo el homenaje, el monumento y a que se dedicara la calle a Porrina de Badajoz y la publicación de los libros dedicados a los creadores extremeños.
Es el coordinador del Centro Extremeño de Flamenco.

## Selección de sus publicaciones
- Vida y obra de Porrina de Badajoz
- Don José Pérez de Guzmán y su fandango
- El flamenco extremeño en acrósticos
- Manuel Infante, el Niño de Fregenal
- Pepe Nieto, el de Orellana
- José María Gallardo Ponce, "Pepe el Molinero"